# Delitto in Formula Uno
Delitto in Formula Uno è un film italiano del 1984, diretto da Bruno Corbucci.
Si tratta del decimo film della saga di Nico Giraldi, interpretato da Tomas Milian.
Nel film sono presenti i seguenti brani (alcuni presentati proprio quell'anno stesso a Sanremo 1983): Vita spericolata, L'italiano, Càpita cantata da D.J. Look e You and I cantata da Tommie Babie.

## Trama
Durante una corsa all'autodromo di Monza, un pilota perde il controllo della sua auto e va a sbandare, morendo sul colpo. Sembrerebbe un tragico incidente, ma il commissario Trentini affida il caso all'ispettore Nico Giraldi che, dopo una serie di interrogatori, s'infiltra nell'ambiente automobilistico facendosi aiutare dal suo amico Venticello e inizia a indagare.
Intanto però suo cognato Fabrizio ha iniziato a dedicarsi a piccoli furti e una sera consegna una Mercedes rubata a un ricettatore scoprendo però che nel bagagliaio è nascosto un cadavere. Corre a casa di Nico per farsi aiutare e lui, con l'intento di coprire il cognato, inventa una storia plausibile da sottoporre al giudice titolare dell'indagine sulla vittima ritrovata nella macchina. Deciso a fare chiarezza sull'assassinio, il giudice La Bella inizia però a indagare sul passato di Nico e sul cognato, scoprendo la verità sul ritrovamento del corpo nella Mercedes rubata.
Nico viene dunque sospettato di favoreggiamento nell'omicidio della Mercedes e questo gli costa l'espulsione dalla polizia. Visibilmente scoraggiato, viene rincuorato dalla moglie, che nel frattempo gli ha confidato di essere incinta, che lo esorta a portare avanti le indagini in via non ufficiale. In precedenza uno scippatore aveva provato ad ucciderlo e questo fa capire a Nico di non essere lontano dalla soluzione, avendo scoperto che le due vittime (il pilota di F1 e l'uomo ritrovato nella Mercedes) si conoscevano bene . 
Un paio di testimonianze gli consentono di individuare un movente sentimentale che ha spinto l'ingegner Martelli, proprietario della scuderia, a manomettere la vettura provocando l'incidente mortale di Monza e, in seguito, a eliminare un suo dipendente che lo ricattava minacciando di denunciarlo. L’ingegnere Martelli, messo alle strette da Giraldi, scappa su un suo bolide e inseguito dallo stesso, e dopo una rocambolesca fuga Martelli perde  la vita in una miniera di ghiaia. Pienamente riabilitato dal giudice La Bella, Nico ritorna a pieno titolo a essere l'ispettore Giraldi non senza aver spruzzato il giudice con lo spumante, portato dai colleghi in suo onore, per strappargli alla fine una risata.

## Produzione
Le scene acrobatiche sono della troupe francese di Rémy Julienne. Tali scene potrebbero essere ispirate a quelle del film Flashdance, uscito qualche mese prima.

## Distribuzione
Distribuito nei cinema italiani in Italia il 17 febbraio 1984.